# مايك سانت كلير
مايك سانت كلير (بالإنجليزية: Mike St. Clair)‏ هو لاعب كرة قدم أمريكية أمريكي، ولد في 2 سبتمبر 1953 في كليفلاند في الولايات المتحدة.

## وصلات خارجية
- مايك سانت كلير على موقع مرجع كرة القدم المحترفة.كوم (الإنجليزية)